# Kuszenie św. Antoniego (obraz Hieronima Boscha z 1490)
Kuszenie św. Antoniego (niderl. Verzoeking van de heilige Antonius) – obraz olejny Hieronima Boscha, powstały w latach 1490–1500.

## Geneza obrazu
Bosch wielokrotnie w swoich obrazach sięgał do historii św. Antoniego. Dzięki niej na swoich obrazach przeciwstawiał sobie siły dobra i zła panujące na świecie a wszechobecne w średniowiecznej ikonografii oraz dawał upust swojej fantazji ukazując wizje św. Antoniego.
Źródłem dla powstania obrazu jest historia kuszenia św. Antoniego przez szatana i towarzyszące temu, umacniające go w wierze, nadprzyrodzone wizje. Wizje, jakie przedstawiał Antoni, przez wiele lat były częścią wyobrażeń Kościoła o organizacji świata demonów. Źródłem dla tej opowieści była Złota legenda autorstwa Jakuba de Voragine z XIII wieku oraz jej pierwotna wersja spisana przez św. Atanazego Wielkiego.
Antoni pochodził z bogatej rodziny. W wieku 20 lat odziedziczył majątek po zmarłych rodzicach. Pod wpływem biblijnej opowieści o młodym bogaczu usłyszanej w kościele, sprzedał swój majątek i porzucił swoje miasto, by wieść życie ascety. Pierwotnie mieszkał wraz z innym starym samotnikiem. Od niego uczył się życia w samotni, pobożne praktyki, modlitwy, medytacji, poszczenia i pracy rąk. Nie był jedynym pustelnikiem w swoich czasach. Wzdłuż Nilu w jaskiniach i grobowcach żyło wówczas ok. 5 tysięcy pustelników. Swoją popularność Antoni zyskał dzięki św. Atanazemu, który goszcząc u niego kilkakrotnie, uznał go za idealnego chrześcijańskiego ascetę i opisał jego życie i cudowną odporność na nieustające kuszenie przez szatana.

## Opis obrazu

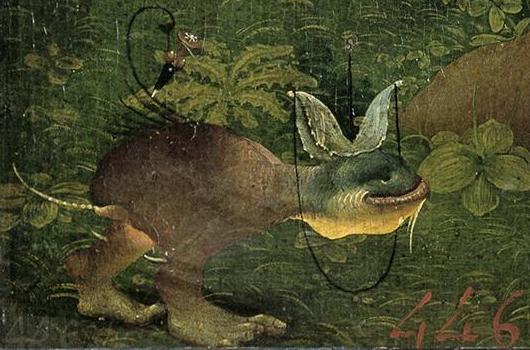
Jeden z potworów Boscha, kuszących Antoniego (fragment)

Bosch przedstawił św. Antoniego na pierwszym planie siedzącego pod starym drzewem. Jego zniszczone konary, nakryte słoma tworzą szałas. Taki prowizoryczny dom symbolizuje dobra materialne, które Antoni odrzucił w młodym wieku. Pustelnik został tradycyjnie przedstawiony w mnisim habicie. W dłoniach trzyma pustelniczy kostur, a na jego prawym ramieniu ma wyhaftowaną literę „Τ” (tau). Zgodnie z tradycją krzyż w kształcie litery Τ miał być narzędziem, którym Antoni odganiał demony. Krzyż świętego Antoniego stał się znakiem zakonu antonitów powstałym w 1095 roku. Za pasem świętego widać wetknięty dzwonek. Podobny, lecz nieco większy, znajduje się na uschniętym drzewie, nad głową pustelnika. Artefakt był atrybutem Antoniego i miał służyć do odstraszania swoim dźwiękiem złe duchy. W tradycji chrześcijańskiej wzywał wiernych na nabożeństwa. Oblicze Antoniego nie zdradza żadnych emocji. Jest zagłębiony w medytacji, wpatrzony w dal nic nie jest w stanie mu przeszkodzić. Modlitwa, w której jest pogrążony, jest jego największą bronią przeciwko szatanowi.
Obok Antoniego, po lewej stronie, leży świnia, kolejny atrybut pustelnika. Według legendy miał on przywrócić wzrok zwierzęciu. Świnia Boscha ma przypięty do ucha kolejny dzwonek. Tym razem ma to nawiązanie do średniowiecznej tradycji, kiedy to antonici opiekowali się chorymi, a w zamian za to mieli prawo w okolicach klasztoru wypasać swoje świnie. Zwierzęcia te były oznaczane dzwoneczkami.
Na postaci pustelnika i jego zwierzęcia domowego kończył się realny świat namalowany przez Boscha. Pozostałe szczegóły odnoszą się do świata urojonego, duchowego świata świętego Antoniego. Już pierwsze zwierzę przedstawione przez artystę, znajdujące się przy głowie świni wygląda fantastycznie. Potwór trzyma w dłoniach młot i zamierza się na zwierzę. Kolejne karykaturalne postacie występują wokół postaci pustelnika. Próbują w różny sposób zwrócić na siebie uwagę, poprzez wylewanie wody czy strzelanie z łuku. Ich działania spełzają na niczym. Święty jest niewzruszony w swej modlitwie, nic nie zakłóca jego kontemplacji, przez co wygrywa walkę z szatanem. W oddali, po prawej stronie widać kolejne nadchodzące potwory, co ma sugerować, iż pokusy grzechów pojawiają się przez całe życie człowieka i należy być ciągle przygotowany na ich odpieranie.
Przed sylwetką Antoniego w rzece znajduje się kolejna postać. Widać tylko głowę zakryta kapturem i ramię. Jest to odbicie wodne pustelnika, odbicie karykaturalne jego gorszej natury skłaniającego go do grzechu. Postać symbolicznie tonie w wodzie przegrywając z wiarą świętego.